# Lichtecho

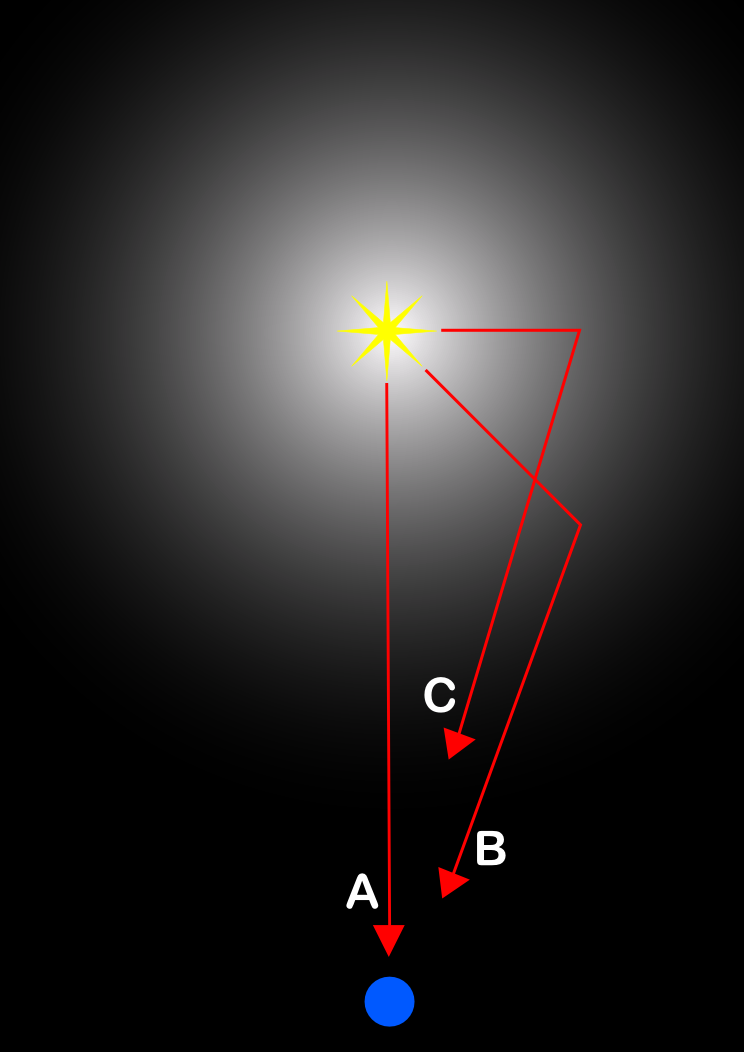
Reflektiertes Licht von B erreicht den Beobachter auf der Erde später als das direkte Licht der Quelle A. Von Punkt C reflektiertes Licht erreicht den Beobachter noch später.

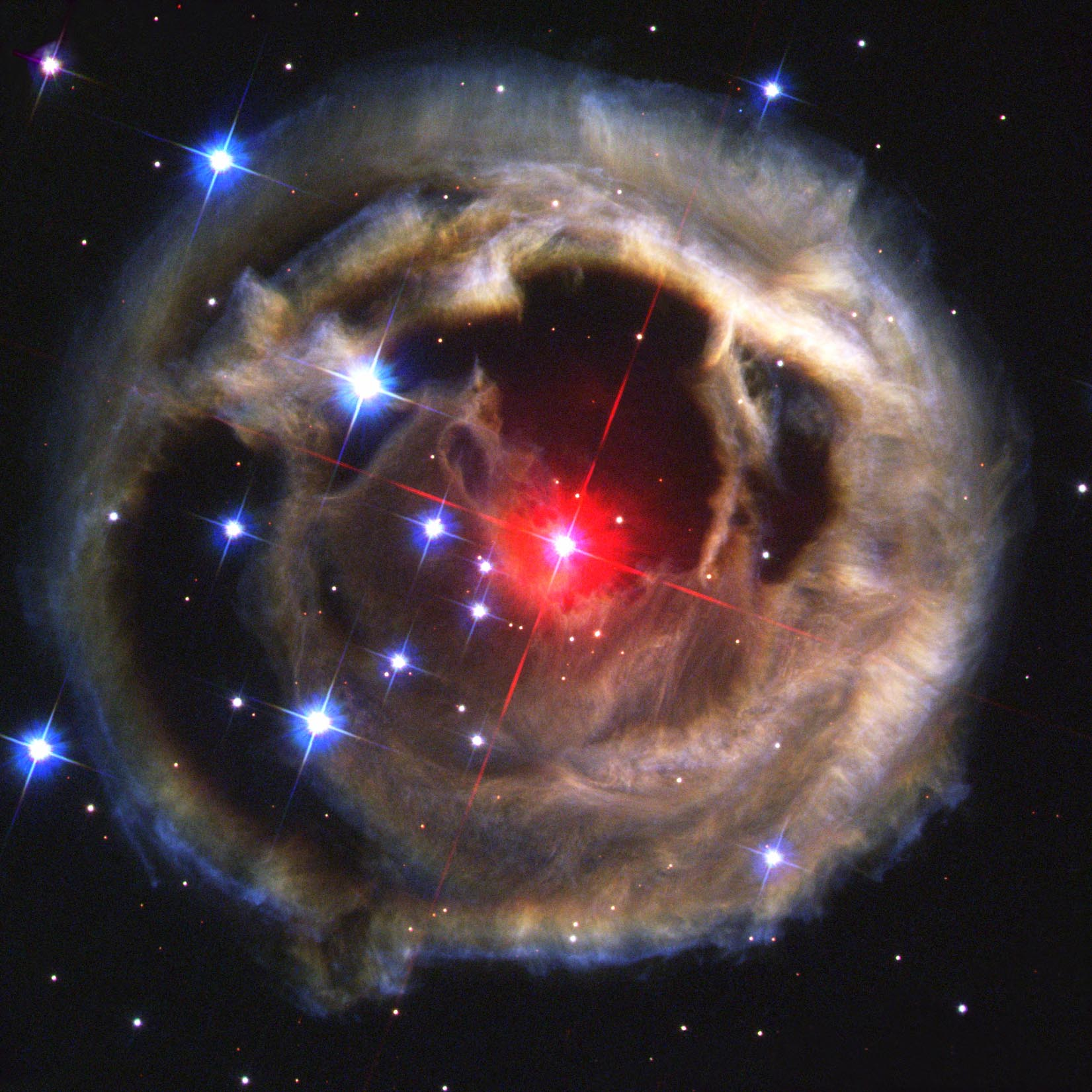
Lichtecho um den Stern V838 Monocerotis

Ein Lichtecho ist eine echoartig zeitlich versetzte Streuung von Licht an interstellarem Gas und Staub, das von einem Stern während eines kurzen Helligkeitsblitzes, wie einer Nova oder Supernova, ausgesandt wurde. Die durch die Streuung sichtbaren Gas- und Staubwolken wurden teilweise von dem Stern während früherer Ausbrüche abgestoßen oder sind Bestandteil der interstellaren Materie. Das Lichtecho breitet sich vom Betrachter aus gesehen konzentrisch um den Stern herum aus, da der indirekte Weg des gestreuten Lichts mit zunehmendem Abstand vom Stern immer größer und somit die Ankunftszeit beim Betrachter immer später wird.
Die erste Entdeckung eines Lichtechos erfolgte 1901 bei der Nova Persei 1901. Besonders bekannt wurde dieses Phänomen anlässlich eines starken Helligkeitsausbruchs der Leuchtkräftigen Roten Nova V838 Monocerotis am 1. Januar 2002, der in der Folge ein starkes Lichtecho erzeugte, das im Laufe der Jahre konzentrisch nach außen wanderte.
Mit Hilfe von Lichtechos können
- die Struktur zirkumstellarer Materie um einen optischen Transient analysiert werden,
- spektrografische Untersuchungen von historischen Nova- und Supernovaeausbrüchen durchgeführt werden,
- Beobachtungen des Helligkeitsverlauf von historischen Nova- und Supernovaeausbrüchen analysiert werden, und
- die Entfernung bzw. das Alter des Lichtausbruchs aus der scheinbaren Geschwindigkeit der Ausbreitung des Lichtechos abgeleitet werden.

Die Analyse von Lichtechos ist erst in großem Umfang möglich geworden durch den Einsatz von CCD-Sensoren, die um Größenordnungen lichtempfindlicher sind als fotografische Techniken. Lichtechos können auch die Analyse von Spektren schnell lichtschwächer werdender Objekte stören. Lichtechos wurden bisher nachgewiesen um Supernovae, Novae, Leuchtkräftige Rote Novae, Leuchtkräftige Blaue Veränderliche, T-Tauri-Sterne sowie Herbig-Haro-Sterne.

## RS Puppis
Mit Hilfe eines Lichtechos ist es einer internationalen Astronomengruppe gelungen, die Entfernung des Cepheiden RS Pup von der Erde mit großer Genauigkeit zu bestimmen. In einem den Stern umgebenden Staubnebel spiegeln sich mit entsprechender Zeitverzögerung seine Helligkeitspulsationen wider. Die Messung dieser Verzögerung an verschiedenen Teilen des Nebels ergab eine Entfernung von 6500 Lichtjahren. Die Unsicherheit betrug lediglich 90 Lichtjahre, da diese Methode allein auf geometrischen Zusammenhängen und der Lichtgeschwindigkeit beruht.

## Tychos Supernova
Bei der Supernova 1572 konnte anhand des Lichtechos die Supernova spektrografisch untersucht werden und eindeutig der Klasse Ia zugeordnet werden.